# Saison 2016 de l'International Premier Tennis League
 (octobre 2016).
Si vous disposez d'ouvrages ou d'articles de référence ou si vous connaissez des sites web de qualité traitant du thème abordé ici, merci de compléter l'article en donnant les références utiles à sa vérifiabilité et en les liant à la section « Notes et références ».
L'édition 2016 de l'IPTL est la troisième saison de cette ligue professionnelle de tennis par équipes. Durant deux semaines, elle réunit quatre équipes, composées de 6 à 7 joueurs, qui représentent trois villes d'accueil :
- Saitama pour les Japan Warriors ;
- Singapour pour les OUE Singapore Slammers (tenant du titre) ;
- Hyderabad, qui accueille la finale, pour les Indian Aces.

Trois jours de rencontres sont organisés dans chaque lieu d'accueil.

## Faits marquants
- Contrairement aux années précédentes, cette troisième édition se déroule dans un format de deux semaines, avec seulement 3 lieux de compétition.
- L'équipe des Philippine Mavericks, présente en 2014 et 2015 disparaît, pour laisser place à un format de compétition plus court.
- Novak Djokovic, Rafael Nadal, Eugenie Bouchard ou encore Maria Sharapova, qui, pour la plupart, avaient annoncé leur présence, ne disputent finalement pas cette nouvelle édition. Mahesh Bhupathi, le directeur du tournoi, a annoncé, en marge de la deuxième étape, que Roger Federer et Serena Williams, qui avaient pourtant annoncé leur participation, ne seront finalement pas de la partie, en raison du « climat économique difficile » en Inde[1].
- La finale de cette troisième édition est un remake de la saison précédente. Et encore une fois, c'est l'équipe des OUE Singapore Slammers qui s'est imposée face aux Indian Aces. C'était pourtant mal parti pour les tenants du titre, qui était 3e au classement le 9 décembre, 2 jours avant la finale.

## Équipes
Les équipes de cette troisième édition sont les suivantes :
| UAE Royals       | OUE Singapore Slammers | Indian Aces        | Japan Warriors       |
| ---------------- | ---------------------- | ------------------ | -------------------- |
| Tomáš Berdych    | Márcos Baghdatís       | Rohan Bopanna      | Fernando González    |
| Pablo Cuevas     | Kiki Bertens           | Ivan Dodig         | Prajnesh Gunneswaran |
| Martina Hingis   | Nick Kyrgios           | Thomas Enqvist     | Jelena Janković      |
| Goran Ivanišević | Marcelo Melo           | Kirsten Flipkens   | Kurumi Nara          |
| Ana Ivanović     | Carlos Moyà            | Feliciano López    | Kei Nishikori        |
| Thomas Johansson | Rainer Schüttler       | Sania Mirza        | Jean-Julien Rojer    |
| Daniel Nestor    |                        | Mark Philippoussis | Marat Safin          |
|                  |                        | Fernando Verdasco  |                      |

 * Les joueurs en gras sont arrivés en cours de compétition. 

 * Les joueurs en italique sont partis en cours de compétition.

## Classement
Le classement est établi selon le ratio jeux gagnés-jeux perdus de chaque équipe. Les deux équipes en tête se rencontrent en finale.
| Classement | Équipe                 | Matchs joués | Matchs gagnés | Matchs perdus | Jeux gagnés | Jeux perdus | Points |
| ---------- | ---------------------- | ------------ | ------------- | ------------- | ----------- | ----------- | ------ |
| 1          | Indian Aces            | 8            | 5             | 3             | 189         | 183         | 18     |
| 2          | OUE Singapore Slammers | 8            | 4             | 4             | 201         | 179         | 14     |
| 3          | Japan Warriors         | 8            | 4             | 4             | 174         | 196         | 14     |
| 4          | UAE Royals             | 8            | 3             | 5             | 180         | 186         | 12     |

## Tableau

### 2au4décembre2016-Saitama,Japon
Les rencontres se déroulent au Saitama Super Arena.

#### 2 décembre
| Catégorie        | UAE Royals                   | Score 29-19 | OUE Singapore Slammers         |
| ---------------- | ---------------------------- | ----------- | ------------------------------ |
| Simple messieurs | Tomáš Berdych                | 6-4         | Nick Kyrgios                   |
| Simple dames     | Martina Hingis               | 6-1         | Kiki Bertens                   |
| Double messieurs | Pablo Cuevas Daniel Nestor   | 6-3         | Márcos Baghdatís Marcelo Melo  |
| Double mixte     | Martina Hingis Daniel Nestor | 5-8         | Kiki Bertens Marcelo Melo      |
| Simple légende   | Goran Ivanišević             | 6-3         | Rainer Schüttler ⇅ Carlos Moyà |

| Catégorie        | Japan Warriors                      | Score 17-30 | Indian Aces                |
| ---------------- | ----------------------------------- | ----------- | -------------------------- |
| Simple messieurs | Fernando Verdasco                   | 5-6         | Feliciano López            |
| Simple dames     | Kurumi Nara                         | 2-6         | Kirsten Flipkens           |
| Double messieurs | Jean-Julien Rojer Fernando Verdasco | 2-6         | Ivan Dodig Feliciano López |
| Double mixte     | Jelena Janković Jean-Julien Rojer   | 5-6         | Sania Mirza Rohan Bopanna  |
| Simple légende   | Marat Safin                         | 3-6         | Mark Philippoussis         |

#### 3 décembre
| Catégorie        | Indian Aces                | Score 26-25 | OUE Singapore Slammers    |
| ---------------- | -------------------------- | ----------- | ------------------------- |
| Simple messieurs | Feliciano López            | 6-4         | Márcos Baghdatís          |
| Simple dames     | Kirsten Flipkens           | 6-53        | Kiki Bertens              |
| Double messieurs | Ivan Dodig Feliciano López | 4-6         | Nick Kyrgios Marcelo Melo |
| Double mixte     | Sania Mirza Rohan Bopanna  | 6-4         | Kiki Bertens Marcelo Melo |
| Simple légende   | Thomas Enqvist             | 4-6         | Carlos Moyà               |

| Catégorie        | Japan Warriors                    | Score 23-20 | UAE Royals                   |
| ---------------- | --------------------------------- | ----------- | ---------------------------- |
| Simple messieurs | Kei Nishikori                     | 6-1         | Tomáš Berdych                |
| Simple dames     | Jelena Janković                   | 6-1         | Martina Hingis               |
| Double messieurs | Kei Nishikori Fernando Verdasco   | 3-6         | Pablo Cuevas Daniel Nestor   |
| Double mixte     | Jelena Janković Jean-Julien Rojer | 4-6         | Martina Hingis Daniel Nestor |
| Simple légende   | Marat Safin                       | 4-6         | Goran Ivanišević             |

#### 4 décembre
| Catégorie        | UAE Royals                  | Score 30-20 | Indian Aces                   |
| ---------------- | --------------------------- | ----------- | ----------------------------- |
| Simple messieurs | Tomáš Berdych               | 6-3         | Feliciano López               |
| Simple dames     | Martina Hingis              | 6-4         | Kirsten Flipkens              |
| Double messieurs | Pablo Cuevas Daniel Nestor  | 6-6         | Rohan Bopanna Feliciano López |
| Double mixte     | Martina Hingis Pablo Cuevas | 6-4         | Sania Mirza Rohan Bopanna     |
| Simple légende   | T. Johansson                | 6-3         | Mark Philippoussis            |

| Catégorie        | Japan Warriors                    | Score 23-27 | OUE Singapore Slammers                   |
| ---------------- | --------------------------------- | ----------- | ---------------------------------------- |
| Simple messieurs | Kei Nishikori                     | 9-4         | Nick Kyrgios                             |
| Simple dames     | Jelena Janković                   | 2-6         | Kiki Bertens                             |
| Double messieurs | Kei Nishikori Fernando Verdasco   | 56-6        | Nick Kyrgios ⇅ M. Baghdatís Marcelo Melo |
| Double mixte     | Jelena Janković Jean-Julien Rojer | 6-52        | Kiki Bertens Nick Kyrgios                |
| Simple légende   | Marat Safin                       | 1-6         | Carlos Moyà                              |

### 6au8décembre2016-Singapour
Les rencontres se déroulent au Singapore Indoor Stadium.

#### 6 décembre
| Catégorie        | UAE Royals                  | Score 19-26 | Indian Aces                |
| ---------------- | --------------------------- | ----------- | -------------------------- |
| Simple messieurs | Tomáš Berdych               | 6-2         | Feliciano López            |
| Simple dames     | Ana Ivanović                | 3-6         | Kirsten Flipkens           |
| Double messieurs | Pablo Cuevas Daniel Nestor  | 4-6         | Ivan Dodig Feliciano López |
| Double mixte     | Martina Hingis Pablo Cuevas | 3-6         | Sania Mirza Rohan Bopanna  |
| Simple légende   | Thomas Johansson            | 3-6         | Mark Philippoussis         |

| Catégorie        | OUE Singapore Slammers                       | Score 29-16 | Japan Warriors                    |
| ---------------- | -------------------------------------------- | ----------- | --------------------------------- |
| Simple messieurs | Nick Kyrgios                                 | 6-1         | Fernando Verdasco                 |
| Simple dames     | Kiki Bertens                                 | 6-2         | Jelena Janković                   |
| Double messieurs | Márcos Baghdatís Nick Kyrgios ⇅ Marcelo Melo | 56-6        | Jean-Julien Rojer F. Verdasco     |
| Double mixte     | Kiki Bertens Marcelo Melo                    | 6-2         | Jelena Janković Jean-Julien Rojer |
| Simple légende   | Rainer Schüttler                             | 6-53        | Fernando González                 |

#### 7 décembre
| Catégorie        | Japan Warriors                      | Score 27-20 | Indian Aces                            |
| ---------------- | ----------------------------------- | ----------- | -------------------------------------- |
| Simple messieurs | F. Verdasco                         | 6-1         | Feliciano López                        |
| Simple dames     | Jelena Janković                     | 6-4         | Kirsten Flipkens                       |
| Double messieurs | Jean-Julien Rojer Fernando Verdasco | 3-6         | Ivan Dodig Feliciano López             |
| Double mixte     | Jelena Janković Jean-Julien Rojer   | 6-4         | Sania Mirza Rohan Bopanna ⇅ Ivan Dodig |
| Simple légende   | F. González                         | 6-56        | Mark Philippoussis                     |

| Catégorie        | OUE Singapore Slammers        | Score 30-18 | UAE Royals                   |
| ---------------- | ----------------------------- | ----------- | ---------------------------- |
| Simple messieurs | Nick Kyrgios                  | 6-56        | Tomáš Berdych                |
| Simple dames     | Kiki Bertens                  | 6-2         | Ana Ivanović                 |
| Double messieurs | Márcos Baghdatís Marcelo Melo | 6-53        | Pablo Cuevas Daniel Nestor   |
| Double mixte     | Kiki Bertens Marcelo Melo     | 6-4         | Martina Hingis Daniel Nestor |
| Simple légende   | Carlos Moyà                   | 6-2         | Goran Ivanišević             |

#### 8 décembre
| Catégorie        | Japan Warriors                      | Score 23-20 | UAE Royals                    |
| ---------------- | ----------------------------------- | ----------- | ----------------------------- |
| Simple messieurs | F. Verdasco                         | 6-2         | Pablo Cuevas                  |
| Simple dames     | Kurumi Nara                         | 6-0         | Ana Ivanović ⇅ Martina Hingis |
| Double messieurs | Jean-Julien Rojer Fernando Verdasco | 53-6        | Pablo Cuevas Daniel Nestor    |
| Double mixte     | Jelena Janković Jean-Julien Rojer   | 1-6         | Martina Hingis Daniel Nestor  |
| Simple légende   | Marat Safin                         | 5-6         | Goran Ivanišević              |

| Catégorie        | OUE Singapore Slammers                   | Score 22-23 | Indian Aces                |
| ---------------- | ---------------------------------------- | ----------- | -------------------------- |
| Simple messieurs | Nick Kyrgios                             | 54-6        | Feliciano López            |
| Simple dames     | Kiki Bertens                             | 6-1         | Kirsten Flipkens           |
| Double messieurs | Márcos Baghdatís Marcelo Melo            | 56-6        | Ivan Dodig Feliciano López |
| Double mixte     | Kiki Bertens Marcelo Melo ⇅ Nick Kyrgios | 0-6         | Sania Mirza Rohan Bopanna  |
| Simple légende   | Carlos Moyà                              | 6-4         | Mark Philippoussis         |

### 9au11décembre2016-Hyderabad,Inde
Les rencontres se déroulent au Gachibowli Indoor Stadium.

#### 9 décembre
| Catégorie        | Japan Warriors                    | Score 25-20 | UAE Royals                 |
| ---------------- | --------------------------------- | ----------- | -------------------------- |
| Simple messieurs | Fernando Verdasco                 | 64-6        | Tomáš Berdych              |
| Simple dames     | Kurumi Nara                       | 1-6         | Ana Ivanović               |
| Double messieurs | Jean-Julien Rojer F. Verdasco     | 6-0         | Tomáš Berdych Pablo Cuevas |
| Double mixte     | Jelena Janković Jean-Julien Rojer | 6-55        | Ana Ivanović Daniel Nestor |
| Simple légende   | Marat Safin                       | 6-3         | Goran Ivanišević           |

| Catégorie        | Indian Aces                | Score 24-19 | OUE Singapore Slammers        |
| ---------------- | -------------------------- | ----------- | ----------------------------- |
| Simple messieurs | Feliciano López            | 6-0         | Nick Kyrgios                  |
| Simple dames     | Kirsten Flipkens           | 2-6         | Kiki Bertens                  |
| Double messieurs | Ivan Dodig Feliciano López | 6-2         | Márcos Baghdatís Marcelo Melo |
| Double mixte     | Sania Mirza Rohan Bopanna  | 6-52        | Kiki Bertens Márcos Baghdatís |
| Simple légende   | Thomas Enqvist             | 4-6         | Carlos Moyà                   |

#### 10 décembre
| Catégorie        | OUE Singapore Slammers    | Score 30-20 | Japan Warriors                                       |
| ---------------- | ------------------------- | ----------- | ---------------------------------------------------- |
| Simple messieurs | Márcos Baghdatís          | 6-54        | P. Gunneswaran                                       |
| Simple dames     | Kiki Bertens              | 6-3         | Jelena Janković ⇅ Kurumi Nara                        |
| Double messieurs | Nick Kyrgios Marcelo Melo | 6-3         | Jean-Julien Rojer Fernando Verdasco ⇅ P. Gunneswaran |
| Double mixte     | Kiki Bertens Marcelo Melo | 6-51        | Jelena Janković Marcelo Melo                         |
| Simple légende   | Carlos Moyà               | 6-4         | Marat Safin                                          |

| Catégorie        | Indian Aces               | Score 20-24 | UAE Royals                 |
| ---------------- | ------------------------- | ----------- | -------------------------- |
| Simple messieurs | Ivan Dodig                | 3-6         | Tomáš Berdych              |
| Simple dames     | Kirsten Flipkens          | 6-3         | Ana Ivanović               |
| Double messieurs | Rohan Bopanna Ivan Dodig  | 6-3         | Pablo Cuevas Daniel Nestor |
| Double mixte     | Sania Mirza Rohan Bopanna | 3-6         | Ana Ivanović Daniel Nestor |
| Simple légende   | Mark Philippoussis        | 2-6         | T. Johansson               |

#### 11 décembre: Finale
| Catégorie        | Indian Aces                            | Score 14-30 | OUE Singapore Slammers    |
| ---------------- | -------------------------------------- | ----------- | ------------------------- |
| Simple messieurs | Feliciano López                        | 4-6         | Márcos Baghdatís          |
| Simple dames     | Kirsten Flipkens ⇅ Sania Mirza         | 3-6         | Kiki Bertens              |
| Double messieurs | Ivan Dodig Feliciano López             | 2-6         | Nick Kyrgios Marcelo Melo |
| Double mixte     | Sania Mirza Rohan Bopanna ⇅ Ivan Dodig | 1-6         | Kiki Bertens Marcelo Melo |
| Simple légende   | Mark Philippoussis                     | 4-6         | Carlos Moyà               |